# Musca atratus
Musca atratus är en tvåvingeart som först beskrevs av Harris 1776.  Musca atratus ingår i släktet Musca och familjen parasitflugor. Inga underarter finns listade i Catalogue of Life.